# Дом-музей П. Д. Корина в Палехе
Дом-музе́й Ко́рина в Па́лехе — мемориальный дом-музей семьи народного художника СССР Павла Дмитриевича Корина, расположенный в посёлке Палех Ивановской области. Дом-музей был образован в 1974 году и включает реальную обстановку конца XIX — начала XX веков.

## История
Деревянный дом в Палехе был построен в конце 1860-х — начале 1870-х годов бабушкой художника по материнской линии Анной Тимофеевной Талановой на средства её слепого к тому времени отца — купца 3-й гильдии Тимофея Дмитриевича Гунина. Каждая комната в этом доме принадлежала одному из членов семьи Корина: самому Павлу Дмитриевичу, Александру, Сергею, Михаилу.

## Описание
Дом состоит из двух частей: крестьянской избы (кухня и горница) и городской (купеческой) половины, объединённых общим коридором. Обстановка кухни передаёт уклад крестьянской жизни конца XIX — начала XX веков. Здесь, как и во всём доме, всё настоящее, всё находится на тех же местах, что и на акварели Павла Корина «Наш дом. Кухня» (1928).